# Biarum straussii
Biarum straussii är en kallaväxtart som beskrevs av Adolf Engler. Biarum straussii ingår i släktet Biarum och familjen kallaväxter. Inga underarter finns listade.